# Jämtland Basket
Maillots
Le Jämtland Basket est un club suédois de basket-ball situé dans la ville de Östersund. Le club appartient à la Svenska basketligan (élite du basket suédois).

## Entraîneur
- ? :  Jonte Karlsson
- ? :  Torbjörn Gehrke
- Avril 2020- : / Adnan Chuk[1]